# Европско првенство у атлетици у дворани 1971 — скок увис за жене
Такмичење у скоку увис у женској конкуренцији на другом Европском првенству у атлетици у дворани 1971. одржано је у Фестивалској дворани у Софији 14. марта.
Титулу европске првакиње освојену на Европском првенству у дворани 1970. у Бечу није бранила Илона Гузенбауер из Аустрије.

## Земље учеснице
Учествовало је 15 атлетичарки из 11 земаља.
1. Данска (1)
2. Бугарска (1)
3. Источна Немачка (1)
4. Мађарска (2)
5. Пољска  (1)
6. Румунија (1)
7. Совјетски Савез (2)
8. Југославија (1)
9. Холандија (1)
10. Чехословачка (3)
11. Швајцарска (1)

## Рекорди
Извор:
| Рекорди пре почетка Европског првенства у дворани 1971.     | Рекорди пре почетка Европског првенства у дворани 1971. | Рекорди пре почетка Европског првенства у дворани 1971. | Рекорди пре почетка Европског првенства у дворани 1971. | Рекорди пре почетка Европског првенства у дворани 1971. | Рекорди пре почетка Европског првенства у дворани 1971. |
| ----------------------------------------------------------- | ------------------------------------------------------- | ------------------------------------------------------- | ------------------------------------------------------- | ------------------------------------------------------- | ------------------------------------------------------- |
| Светски рекорд                                              | Илона Гузенбауер                                        | Аустрија                                                | 1,88                                                    | Беч, Аустрија                                           | 15, март 1970.                                          |
| Европски рекорд у дворани                                   | Илона Гузенбауер                                        | Аустрија                                                | 1,88                                                    | Беч, Аустрија                                           | 15, март 1970.                                          |
| Рекорди европских првенстава у дворани                      | Илона Гузенбауер                                        | Аустрија                                                | 1,88                                                    | Беч, Аустрија                                           | 15, март 1970.                                          |
| Рекорди после завршеног Европског првенства у дворани 1971. |                                                         |                                                         |                                                         |                                                         |                                                         |
| Нових рекорда није било.                                    |                                                         |                                                         |                                                         |                                                         |                                                         |

## Освајачице медаља
|                               |                                |                            |
| Милада Карбанова Чехословачка | Вида Гаврилова Совјетски Савез | Корнелија Попеску Румунија |

## Резултати
Извор:

### Финале
| Пласман | Атлетичарка       | Земља           | 1,60 | 1,65 | 1,70 | 1,73 | 1,76 | 1,78 | 1,80 | 1,82 | Резултат | Белешка |
| ------- | ----------------- | --------------- | ---- | ---- | ---- | ---- | ---- | ---- | ---- | ---- | -------- | ------- |
|         | Милада Карбанова  | Чехословачка    | -    | о    | о    | о    | о    | о    | о    | ххх  | 1,80     |         |
|         | Вида Гаврилова    | Совјетски Савез | -    | о    | о    | хо   | о    | хо   | хо   | ххх  | 1,80     |         |
|         | Корнелија Попеску | Румунија        | -    | -    | о    | о    | о    | о    | ххх  |      | 1,78     |         |
| 4.      | Марта Костланова  | Чехословачка    | -    | о    | о    | о    | о    | хо   | ххх  |      | 1,78     |         |
| 5.      | Снежана Хрепевник | Југославија     | -    | .    | -    | о    | о    | -    | ххх  |      | 1,76     |         |
| 6       | Беатрикс Решнер   | Швајцарска      | -    | -    | о    | .    | о    | ххх  |      |      | 1,76     |         |
| 7       | Алена Проскова    | Чехословачка    |      |      |      |      |      |      |      |      | 1,76     |         |
| 8       | Ерика Рудолф      | Мађарска        |      |      |      |      |      |      |      |      | 1,76     |         |
| 9.      | Мангдолна Комка   | Мађарска        |      |      |      |      |      |      |      |      | 1,76     |         |
| 10.     | Рита Шмит         | Источна Немачка |      |      |      |      |      |      |      |      | 1,76     |         |
| 11.     | Антонина Лазарева | Совјетски Савез |      |      |      |      |      |      |      |      | 1,76     |         |
| 12.     | Данута Коновска   | Пољска          |      |      |      |      |      |      |      |      | 1,73     |         |
| 13.     | Катја Ласова      | Бугарска        |      |      |      |      |      |      |      |      | 1,70     |         |
| 14.     | Грит Ајструп      | Данска          |      |      |      |      |      |      |      |      | 1,65     |         |
| 15.     | Анта Мејер        | Холандија       |      |      |      |      |      |      |      |      | 1,60     |         |

## Укупни биланс медаља у скоку увис за жене после 2. Европског првенства у дворани 1970—1971.
|    | Земља           |   |   |   |   |
| -- | --------------- | - | - | - | - |
| 1. | Аустрија        | 1 | 0 | 0 | 1 |
| 1. | Чехословачка    | 1 | 0 | 0 | 1 |
| 3. | Румунија        | 0 | 1 | 1 | 2 |
| 4. | Совјетски савез | 0 | 1 | 0 | 1 |
| 5. | Источна Немачка | 0 | 0 | 1 | 1 |
|    | Укупно {5}      | 2 | 2 | 2 | 6 |

|    | Атлетичарка       | Земља    |   |   |   |   |
| -- | ----------------- | -------- | - | - | - | - |
| 1. | Корнелија Попеску | Румунија | 0 | 1 | 1 | 2 |